# Вениамин Амидски
Вениамин (на гръцки: Βενιαμίν) е гръцки духовник, амидски митрополит на Антиохийската патриаршия от 1892 до 1898 година.

## Биография
Роден е в 1849 година в халкидическото градче Валта, Гърция. В 1872 година се присъединява към братството на Божия гроб, като негов старец е митрополит Агапий Витлеемски. Служи като дякон във Витлеем и Акра и като свещеник в Салт и Наблус. В 1892 година новият патриарх Спиридон Антиохийски го взима при себе си в Дамаск. На 29 март 1892 година е ръкоположен за амидски митрополит в Диарбекир. В 1894 година в Мосул кръщава 150 семейства сирояковити, които приемат православието.
При избухването на така наречения Антиохийски въпрос в 1898 година първоначално подкрепя патриарх Спиридон, но след оставката му в 1898 година променя политиката си. В 1899 година митрополт Вениамин е принуден да напусне епархията си като грък чужденец. Живее в метоха на Божи гроб в Цариград. Умира на Халки на 24 януари 1907 година.